# Parque Franco Inglés
El Parque Franco Inglés fue un parque de béisbol que existió entre 1925 y 1936 en los terrenos en que se construiría posteriormente el Parque Delta en las inmediaciones de La Piedad Ahuehuetlan, Ciudad de México.

## Historia
El terreno que ocupó el parque era propiedad de Ernesto Carmona, quien junto Alejandro Aguilar Reyes “Fray Nano” fundó la Liga Mexicana de Béisbol (LMB), y fue el principal escenario del béisbol en la Ciudad de México.
El primer juego de la temporada inaugural de la LMB se llevó a cabo en este lugar el último domingo de junio de 1925, entre el México y el Nacional de Agraria, con victoria de 7-5 en 14 episodios para el México.
Luego el Parque Delta sustituyó a este parque durante la segunda gran época del béisbol mexicano, entre 1937 y 1954. Para ese entonces también eran ocupados los parques Álvaro Obregón y Villa de Guadalupe.
En 1940 el espacio fue remodelado y se convirtió en la casa de los más importantes equipos de la época, los Azules de Veracruz y los Diablos Rojos del México.
En 1955 fue adquirido por el IMSS y se le comenzó a llamar Parque del seguro Social.